# تاجلو بیگم
تاجلو بیگم یا شاه‌بیگی خانم، (تولد ۱۴۸۸ موصل – درگذشتهٔ ۱۵۴۰ شیراز) ملکه همسر شاه اسماعیل یکم و ملکه مادر شاه تهماسب یکم بود. تاجلی بیگم یکی از ملکه‌های قدرتمند و تأثیرگذار در امپراتوری صفویان بود.

## ملکهٔ همسر
تاجلو بیگم دختر محمد بیگ و از ترکمانان موصل بود که در سال ۱۵۰۳ با شاه اسماعیل یکم ازدواج کرد و به‌عنوان همسر عقدی شاه اسماعیل (همسر دوم)، ملکه دربار صفویه شد. حاصل این ازدواج چهار فرزند به نام‌های تهماسب میرزا، بهرام میرزا، پریخان خانم، مهین‌بانو خانم بود.
وی زنی بسیار زیبا، باهوش، جنگجو و با درایت بود به همین دلیل شاه اسماعیل او را عاشقانه دوست داشت و برایش شعر می‌سرود. تاجلو تنها همسر شاه بود که در شمشیرزنی مهارت داشت و همواره همسرش را در جنگ‌هایش همراهی می‌کرد. مهم‌ترین این جنگ‌ها نبرد با ازبکان و جنگ چالدران بود. او در جنگ چالدران به‌دست یکی از فرمانده‌های سپاه دشمن اسیر شد، اما با دادن یک جفت گوشوارهٔ لعل گران‌بها به اسکندر پاشا سردار سپاه عثمانی توانست فرار کند، او قبل از فرار سر اسکندر پاشا را به سلیم اول هدیه کرد.
روایت عالم آرای صفوی از حضور تاجلو بیگم در نبرد چالدرانː
هر رومی که شاه عالم پناه را می‌دید، از ترس تیغ ذوالفقار کردارش کوچه می‌دادند (کنار می‌رفتند) و آن حضرت دریا دل رستم شکوه اسفندیار تن می‌گذشت که ناگاه چشم آن شهریار بر نقاب‌داری افتاد که نزديک به آن شده است که او را دستگیر سازند و سی چهل نفر رومی را کشته است و بیست و چهار نفر رومی و ینکچری سر به دنبال او نهاده‌اند و آن نقاب‌دار جنگی می‌کند اما به گریز و هر وقت که ایشان نزدیک می‌آیند تیری می‌اندازد که از سینه او بیرون می‌جهد که شهریار با شصت کس نزدیک رسید. چون شاه را دید سجده کرد و گفت: قربانت من شنیدم که شما را بسته‌اند و برده‌اند به خدمت قیصر، آمدم که آنقدر جنگ کنم تا من نیز کشته شوم. شهریار فرمود الحال ما را دیدید به سلامت بروید از میدان و بدر روید. اما دیگر به اردو مروید که اردو را سلطان سلیم بار کرد و برد، و بیگم را به راه انداخت که در آن اثنا پنج هزار رومی را سلطان سلیم از عقب نقاب‌دار فرستاده بود که چون خبر نقاب‌دار را گفته بودند و قیصر گفت که: آن سیرت شیخ‌اوغلی است و او را تاجلو خانم نام است. بروید و او را در میان گرفته شاید زنده بیارید، که شهریار برخورد با آن شصت نفر و جنگ روی داد و هزار کس را کشت اما شهریار ماند و هفت کس دیگر».

## ملکهٔ مادر
در سال ۱۵۲۴ شاه اسماعیل فوت شد. بزرگان کشور و سران قزلباش با کمک تاجلو بیگم تهماسب میرزا را که در آن زمان ۱۰ سال داشت با نام شاه تهماسب یکم به سلطنت رساندند. تاجلی بیگم ملکهٔ مادر شد و لقب نواب علیه را کسب کرد همچنین به رابط میان شاه و درباریان تبدیل شد به همین دلیل تهماسب او را شاه بیگی خانم (به معنای والامقام‌ترین بانوی دربار) نامید.
وی قصد داشت قدرت قزلباش را بر امور دولت از بین ببرد اما آنها از تصمیم ملکه آگاه شدند و چون قدرت خود را در خطر دیدند میان شاه و ملکهٔ مادر دشمنی ایجاد کنند، آن‌ها با این شایعه که ملکهٔ مادر قصد برکناری شاه تهماسب و به سلطنت رساندن بهرام میرزا را در سر دارد و می‌خواهد حکومت را به تنهایی اداره کند، شاه را نسبت به مادرش بدبین کردند و در نهایت تهماسب، مادرش را به شیراز تبعید کرد. تاجلو در طول سفر بیمار شد و سرانجام در سال ۱۵۴۰ تنها چند ماه بعد از ورود به شیراز درگذشت. او را با احترام در قطعهٔ بی‌بی دختران شاه‌چراغ شیراز دفن کردند.

## اوقاف
تاجلو بیگم علاوه بر سیاست به فعالیت‌های عمرانی علاقه داشت و از زنان خیر دوران صفوی بود. حرم فاطمه معصومه در سال ۱۵۲۰ به فرمان او بازسازی و ایوان شمالی آن ساخته شد. او همچنین دستور بازسازی پل‌دختر را در سال ۱۵۲۷ داد. از جمله دیگر آثار او بنای عمارت گنبد در اردبیل بود.